# Peristedion weberi
Peristedion weberi és una espècie de peix pertanyent a la família dels peristèdids.

## Descripció
- Fa 15 cm de llargària màxima.[5]

## Hàbitat
És un peix marí i batidemersal que viu fins als 476 m de fondària.

## Distribució geogràfica
Es troba a l'Índic occidental: des de Somàlia fins al nord de KwaZulu-Natal (Sud-àfrica).

## Observacions
És inofensiu per als humans.